# Rain (ballet)
Pour les articles homonymes, voir Rain.
Rain est un ballet de danse contemporaine de la chorégraphe belge Anne Teresa De Keersmaeker, créé en 2001 pour dix danseurs sur la composition de musique minimaliste de Steve Reich Music for 18 Musicians datant de 1976. Rain est considéré comme l'une des pièces les plus importantes et ambitieuses d'Anne Teresa De Keersmaeker, et à ce titre elle est entrée au répertoire du ballet de l'Opéra de Paris en 2011.

## Historique
Cette pièce d'Anne Teresa De Keersmaeker a été longuement mûrie et créée sous la double inspiration d'une composition essentielle du courant de la musique minimaliste, Music for 18 Musicians de Steve Reich, qui est considérée comme l'un des sommets de l'œuvre du compositeur new-yorkais, et du roman Rain (1994) de l'écrivain néo-zélandaise Kirsty Gunn, qui donne le titre de l'œuvre. Après plusieurs années durant lesquelles la chorégraphe belge s'était orientée vers des créations plus théâtrales, notamment en collaborant avec sa sœur metteuse en scène Jolente De Keersmaeker sur des pièces comme I Said I ou In Real Time, cette création marque son retour vers une danse utilisant la musique comme seul support et constitue, après Fase (1982) et Drumming (1998), la troisième utilisation de la musique de Reich pour support musical.
Lors des premières représentations de la pièce à Bruxelles et à Paris (2001) et de la tournée internationale qui suit, Music for 18 Musicians est jouée sur scène par l'ensemble Ictus, un ensemble belge de musique contemporaine avec lequel la chorégraphe flamande collabore depuis de nombreuses années notamment pour Drumming.
En 2011, le ballet Rain devient la première pièce de la chorégraphe belge à entrer au répertoire du ballet de l'Opéra de Paris lors de sa création par la troupe le 25 mai 2011, mais aussi sa première pièce non interprétée par sa compagnie ou ses danseurs. L'entrée d'une pièce de De Keersmaeker au répertoire de cette institution parisienne était attendue depuis plus de vingt ans et est le fruit de l'insistance de Brigitte Lefèvre ainsi que de l'envie de la chorégraphe de donner au public français, et en particulier parisien où son travail fut rapidement apprécié et reconnu au début des années 1980, une œuvre à propos de laquelle elle déclare :

« On ne fait pas des pièces aussi belles tous les jours. Ça me semble presque un devoir envers le public. »

Anne Teresa De Keersmaeker considère en effet cette œuvre comme un « point d'orgue » de son travail. Le ballet de l'opéra a préparé les représentations durant six semaines de travail, sous la direction de quatre danseurs de la compagnie Rosas et de Laurent Hilaire, maître de ballet de l'opéra, en doublant les interprètes (deux fois dix danseurs) afin de pouvoir pallier les imprévus.

## Structure
Rain est une œuvre reposant sur une grande précision des gestes et du temps, en raison de la double contrainte de la musique minimaliste, qu'elle suit précisément dans ses décalages et variations, et de la construction excessivement géométrique des déplacements des danseurs, dont les lignes principales sont clairement figurées sur la scène et constituent presque en elles-mêmes un élément du décor. L'ensemble de la structure repose sur les variations de deux phrases chorégraphiques, l'une écrite pour les danseuses, l'autre pour les danseurs, que les interprètes vont « décliner par répétitions, variations, superpositions, et jeu de miroir dans le temps et l'espace, ». Vincent Chaillet, premier danseur de l'opéra de Paris, explique au moment de l'entrée de la pièce au répertoire de l'institution en 2011 que la grammaire chorégraphique de De Keersmaeker est particulièrement différente de celle des autres chorégraphes contemporains demandant d'« associer le relâchement à la tenue du mouvement, parfois de façon acrobatique » et expliquant cela par un « rapport à la gravité utilisée de façon dynamique » et ne cherchant pas à s'en libérer.
La scénographie de Rain, signée par Jan Versweyveld, est elle aussi minimaliste. Elle est constituée d'une part d'un « rideau » semi-circulaire de cordes qui ne seront en mouvement qu'à deux reprises durant toute la pièce (créant notamment à la fin du spectacle une onde générée par une danseuse), et d'autre part des éclairages changeants et variant des tons jaune-orangé, au bleu, en passant par le rose fuchsia en harmonie avec le changement des costumes des danseurs, dessinés par le styliste Dries Van Noten, qui jouent des mêmes couleurs. Un intense spot de lumière crue blanche vient faire le tour extérieur du rideau de corde à la fin du ballet.

## Accueil critique
Rain fut reçu très positivement par les critiques et le public en France lors de ses représentations au Théâtre de la Ville et aux États-Unis lors de celles à la Brooklyn Academy of Music en novembre 2003,. Cette pièce fut qualifiée de « choc du premier jet » portant à l'extrême le « sens du compas, des rosaces et des entrelacs sur un plateau ». D'autres y ont vu une « pièce éminent solaire » faite de « fulgurances des gestes et superpositions mathématiques des corps ».
Lors de son entrée au répertoire du ballet de l'Opéra de Paris en 2011, l'accueil du public du palais Garnier est très bon,. Les critiques sur la pièce ont été également élogieuses qualifiant l'œuvre d'« étincelant traité d'écriture chorégraphique » ou de « jubilatoire » porté par l'interprétation sur scène de l'ensemble Ictus et soulignant qu'une des qualités remarquables de la chorégraphie est en soi d'être « à la même hauteur d'inspiration [que l']intensité et [la] complexité musicales » de Music for 18 Musicians de Reich. Cependant, il a été noté une différence nette de style avec cette interprétation par des danseurs formés au classique (comme c'est souvent le cas lors de la transmission à un corps de ballet classique d'une pièce initialement écrite pour une compagnie contemporaine qui possède une histoire propre et des danseurs généralement singuliers). Ainsi Rosita Boisseau dans Le Monde juge que « la technique classique des interprètes aiguise chaque mouvement, tirant sur les lignes en leur donnant une netteté qui n'est pas celle de la chorégraphe, dont l'élégance est plus frottée, plus instable » aboutissant à un « adoucissement » voire un « ramollissement » de la danse et au manque de la « griffe nerveuse d'Anne Teresa De Keersmaeker », sentiment général également partagé par le quotidien ResMusica. Marie-Valentine Chaudon dans La Croix note toutefois que les « danseurs emportés dans un élan vital » sont à même avec leur interprétation de Rain de faire « surgir de cette écriture extrêmement maîtrisée un monde d’une beauté infinie, dont la perception, au-delà de l’intelligible, se révèle d’une clarté inouïe » transportant le spectateur « dans un ailleurs indicible et poétique » où se « dégage une pure sensation d'euphorie sensorielle ». L'interprétation de la danseuse Miteki Kudo fut particulièrement remarquée,,.

## Fiche technique

### À la création
- Chorégraphie : Anne Teresa De Keersmaeker
- Danseurs : Marta Coronado, Fumiyo Ikeda, Cynthia Loemij, Elizaveta Penkova, Kaya Kołodziejczyk, Ursula Robb, Taka Shamoto, Igor Shyshko, Clinton Stringer, Jakub Truszkowski.
- Musique : Steve Reich, Music for 18 Musicians (1976)
- Scénographie (décors et lumières) : Jan Versweyveld
- Costumes : Dries Van Noten
- Production : Compagnie Rosas, La Monnaie de Bruxelles, Théâtre de la Ville de Paris.
- Première : 10 janvier 2001 à La Monnaie de Bruxelles en Belgique
- Représentations : 81[19]
- Durée : environ 70 minutes

### Lors de l'entrée au répertoire du Ballet de l'Opéra de Paris
- Danseurs[20] : Ludmila Pagliero, Muriel Zusperreguy, Vincent Chaillet, Aurélia Bellet, Valentine Colasante, Miteki Kudo, Nicolas Paul, Daniel Stokes, Amélie Lamoureux, Léonore Baulac en alternance avec Florian Magnenet, Amandine Albisson, Sarah Kora Dayanova, Christelle Granier, Laurence Laffon, Marc Moreau, Charlotte Ranson, Caroline Robert, Adrien Couvez, Juliette Hilaire
- Scénographie (décors et lumières) : Jan Versweyveld
- Costumes : Dries Van Noten
- Responsables des répétitions : Jakub Truszkowski, Marta Coronado, Cynthia Loemij, Ursula Robb, Clinton Stringer de la Compagnie Rosas en collaboration avec Fumiyo Ikeda, Elizaveta Penkova, Taka Shamoto, Igor Shyshko également de Rosas.
- Maitre de ballet : Laurent Hilaire assisté de Fabrice Bourgeois.
- Musique : Steve Reich, Music for 18 Musicians interprété par l'Ensemble Ictus et les chanteurs de Synergy Vocals dirigés par Georges-Élie Octors.
- Première : 25 mai 2011
- Représentations : 12